# Blepharella lateralis
Blepharella lateralis är en tvåvingeart som beskrevs av Pierre Justin Marie Macquart 1851.
Blepharella lateralis ingår i släktet Blepharella och familjen parasitflugor. Inga underarter finns listade i Catalogue of Life.